# گمینا دووگوشودوو
گمینا دووگوشودوو (به لهستانی:  Gmina Długosiodło) یک گمینا در لهستان است که در شهرستان وشکوف واقع شده‌است. گمینا دووگوشودوو ۱۶۷٫۴۵ کیلومتر مربع مساحت و ۷٬۹۲۲ نفر جمعیت دارد.